# Цангаукер, Эйнав
Эйнав Цангаукер (ивр. עינב צנגאוקר‎, род. 1979) — израильская активистка Форума заложников и семей пропавших без вести и движения «Мы все заложники». Её сын Матан был похищен во время нападения ХАМАС на Израиль 7 октября и содержится в Газе. 

## Биография
Цангаукер — жительница Офакима, работала координатором по высшему образованию в Управлении образования муниципалитета Офаким. Она мать-одиночка Матана и его двух сестёр после развода с его отцом Яроном в 2000-х годах.

### Мероприятия по освобождению заложников
Её сын Матан Цангаукер и его партнёрша Илана Грицевски были похищены из своего дома в кибуце Нир-Оз во время нападения 7 октября, после чего Эйнав начала работать на Форуме заложников и семей пропавших без вести, чтобы помочь им вернуться. Илана была освобождена из плена в рамках соглашения об освобождении заложников в ноябре 2023 года.
В ноябре 2023 года Цангаукер встретилась с министром иностранных дел Исраэлем Кацем. До декабря 2023 года она несколько раз участвовала в призыве к возвращению похищенных на Площади Заложников в Тель-Авиве, не занимая никакой политической позиции. В январе 2024 года она вместе с другими семьями похищенных встретилась с премьер-министром Израиля Биньямином Нетаньяху. В конце встречи она сказала: «Я ушла менее пессимистичной, чем пришла, но и больших надежд не было».
В феврале 2024 года она начала сотрудничать с активистами, которые протестовали против судебной реформы в 2023 году и пришли поддержать семьи похищенных заложников, призвать к свержению правительства и проведению новых выборов. В этой связи она заявила: «Я всю жизнь была женщиной правых взглядов. Я всегда голосовала за премьер-министра Биньямина Нетаньяху, в том числе и на последних выборах. Но почти единственные люди, которые отождествляют себя со мной и предлагают мне реальную помощь, — это люди из этих организаций. […] Те, кто вышел на демонстрацию против судебной реформы, теперь подставляют мне плечо, поддерживают меня».
С тех пор она регулярно проводит демонстрации перед воротами Бегина в Ха-Кирье в Тель-Авиве вместе со своей дочерью Натали и партнёршей Матана Иланой Грицевски. Во время демонстрации перед Ха-Кирьей в начале февраля 2024 года на неё напал прохожий. Несколько дней спустя она и другие родственники Матана Цангаукера были ранены водомётом, который израильская полиция применила против них. На демонстрации перед Ха-Кирьей в марте 2024 года она попросила поговорить с министром Ави Дихтером, но тот отказался. Полицейские попытались вытащить её из машины Дихтера, и один из них ударил её ногой. В апреле 2024 года она вновь призвала к прекращению войны и возвращению похищенных и отметила, что «машина отравления» Нетаньяху используется против семей заложников: «Все его рупоры говорят о нас, семьях заложников, словами, которые уничижительны, недостойны и неуважительны к общественным деятелям». В мае 2024 года её дочь Натали Цангаукер подверглась нападению полиции во время демонстрации перед Ха-Кирья и была госпитализирована. Её вызвали на допрос в полицию и запретили участвовать в «незаконных демонстрациях» в течение 15 дней.
В День памяти павших 2024 года она беседовала с министром финансов Бецалелем Смотричем, который прибыл в качестве представителя правительства на кладбище Офаким, и вновь призвала к роспуску правительства из-за неспособности вернуть заложников. 
В феврале 2025 года Цангаукер вылетела в Вашингтон, чтобы предостеречь президента Дональда Трампа от, по её словам, планов Биньямина Нетаньяху сорвать сделку по заложникам. В своём заявлении Цангаукер сказала: «Я здесь, чтобы кричать и звонить в каждый предупредительный колокол и сказать Трампу: не позволяйте Нетаньяху пожертвовать жизнью моего сына. Мы должны полностью выполнить соглашение».

### Признание
- В мае 2024 года Цангаукер зажгла «Факел надежды» на церемонии зажжения факела и освещения надежды в амфитеатре Шони[8].
- Еврейский национальный фонд создал «Тропу героев» в парке Офаким, где представлены истории «героических женщин войны», в том числе история Цангаукер[17].
- В 2024 году она получила премию «Правда к власти» в знак признания её работы в интересах заложников[18].
- В ноябре 2024 года писатель Арье Кришек[ивр.] опубликовал стихотворение «Мать похищенных», посвящённое Цангаукер и плачу матерей похищенных.
- В декабре 2024 года она вместе с двумя другими израильтянками, Анат Хоффман[англ.] и Даниэль Кантор, была включена в список BBC «100 самых влиятельных женщин 2024 года»[19][20].

## External links
- Rubin, Shira. This Israeli hostage mother supported Netanyahu. Now she wants him gone. The Washington Post (2 июля 2024). Дата обращения: 4 декабря 2024.
- BBC 100 Women 2024: Who is on the list this year? BBC (3 декабря 2024). Дата обращения: 3 декабря 2024.
- Leading activist for hostages Einav Zangauker listed among BBC’s 100 women of 2024. The Times of Israel (3 декабря 2024). Дата обращения: 3 декабря 2024.
- Artzi Sror, Chen. Not a businesswoman, not a politician, not a nice person: The power of a hostage's mother. Ynet (8 декабря 2024). Дата обращения: 11 декабря 2024.
- Hauser, Jennifer; Michaelis, Tamar. ‘Look my son in the eye’: Mother of Israeli hostage in latest Hamas video calls on Netanyahu to do a deal. CNN (7 декабря 2024). Дата обращения: 12 декабря 2024.